# 保罗·瓦瑟尔
保罗·瓦瑟尔（法語：Paul Vasseur，1884年10月10日—1971年10月12日），法国男子游泳、水球运动员。他曾代表法国参加1900年、1912年和1920年夏季奥林匹克运动会，其中1900年奥运会获得一枚铜牌。